# La Boissière-de-Montaigu
La Boissière-de-Montaigu – miejscowość i gmina we Francji, w regionie Kraj Loary, w departamencie Wandea.
Według danych na rok 1990 gminę zamieszkiwały 1584 osoby, a gęstość zaludnienia wynosiła 54 osób/km² (wśród 1504 gmin Kraju Loary La Boissière-de-Montaigu plasuje się na 387. miejscu pod względem liczby ludności, natomiast pod względem powierzchni na miejscu 300.).